# Bar (program telewizyjny)
Bar (szw. Baren) – popularny program telewizyjny typu reality show, który po raz pierwszy pojawił się w Szwecji i Norwegii w 2000 roku, a od 2001 emitowany był też w innych państwach (w tym w Polsce). Fabuła programu została opracowana przez szwedzką firmę Strix.

## Wersje według krajów
| Kraj       | Lokalna nazwa                    | Kanał TV                     | Zwycięzca | Główny prowadzący                                               |
| ---------- | -------------------------------- | ---------------------------- | --- | --------------------------------------------------------------- |
| Argentyna  | El Bar TV                        | América 2                    | I edycja, 2001: Federico Blanco II edycja, 2001: Diego Plotino                                                                                          | Andy Kusnetzoff                                                 |
| Chorwacja  | Bar                              | Nova TV                      | I edycja, 2005: Damir Milanović | Marin Ivanović "Stoka"                                          |
| Czechy     | Bar                              | TV Prima                     | I edycja, 2006: Marcela Baldas | Libor Bouček Laďka Něrgešová                                    |
| Dania      | Baren                            | TV3                          | I edycja, 2001: Erkan Kilic II edycja, 2002: Noel Johansen                                                                                              |                                                                 |
| Estonia    | Baar                             | Kanal 2                      | I edycja, 2004: Annika Kiidron II edycja, 2005: Alari Arnover                                                                                           |                                                                 |
| Finlandia  | Baari                            | SubTV                        | I edycja, 2006: Frank Tammin | Kirsi Salo Silvia Modig                                         |
| Gruzja     | GeoBar                           | Rustavi 2                    | I edycja, 2005: Beso Sarjveladze II edycja, 2006: Dato Geladze "Chele" III edycja, 2006: Irakli Markhulia IV edycja, 2007: Dea Adamia                   | Nino Khoshtaria                                                 |
| Grecja     | Bar (I edycja) Party (II edycja) | Mega TV                      | I edycja, 2002: Andreas Paraskakis II edycja, 2003: Maria Tsolaki "Lara"                                                                                | Miltos Makridis                                                 |
| Holandia   | The Bar                          | Yorin                        | I edycja, 2002: Camiel Vlasman | Matthias Scholten                                               |
| Kambodża   | CTN Coffee Shop                  | Cambodian Television Network | I edycja, 2006: Lida Siv |                                                                 |
| Litwa      | Baras                            | LNK                          | I edycja, 2003: Laimis II edycja, 2004: Andrius |                                                                 |
| Litwa      | Baras 3                          | LNK                          | III edycja, 2005: Skaistė Būtytei |                                                                 |
| Litwa      | 2 Barai                          | TV3                          | IV edycja, 2016: Julius Mocka V edycja, 2017: Kristupas Albužis                                                                                         | Vaida Skaisgirė Justinas Jankevičius                            |
| Łotwa      | Bārs                             | TV3                          | I edycja, 2003: Uldis Jēkabsons |                                                                 |
| Meksyk     | El bar provoca                   | Televisa                     | I edycja, 2006: José Luis Hernández García "Piter Punk"                                                                                                 | Roberto Palazuelos Roxana Castellanos                           |
| Norwegia   | Baren                            | TV3                          | I edycja, 2000: Jamila Brodin II edycja, 2001: Bjørn Sjulstokx                                                                                          | Anders Høglund                                                  |
| Polska     | Bar                              | Polsat                       | I edycja, 2002: Adrian Urban II edycja, 2002: Eric Alira                                                                                                | Krzysztof Ibisz                                                 |
| Polska     | Bar III: Bez Granic              | Polsat                       | III edycja, 2003: Maciej Kiślewski | Krzysztof Ibisz                                                 |
| Polska     | Bar IV: Złoto dla Zuchwałych     | Polsat                       | IV edycja, 2004: Mirka Eichler | Krzysztof Ibisz                                                 |
| Polska     | Bar V: V.I.P                     | Polsat                       | V edycja, 2004: Ewelina Ciura | Krzysztof Ibisz                                                 |
| Polska     | Bar Europa                       | TV4                          | VI edycja, 2005: Thomas Amos | Krzysztof Ibisz                                                 |
| Portugalia | O Bar da TV                      | SIC                          | I edycja, 2001: Hoji Fortuna | Jorge Gabriel                                                   |
| Słowenia   | Bar                              | POP TV                       | I edycja, 2005: Andrej Lavrič II edycja, 2006: Emil Širić                                                                                               | Sebastian Kepic                                                 |
| Słowenia   | Bar                              | Planet TV                    | III edycja, 2015: Črt Banko IV edycja, 2018: Sandi Jug                                                                                                  | Jasna Kuljaj Domen Kumer                                        |
| Szwecja    | Baren                            | TV3                          | I edycja, 2000: Jocke Ekberg II edycja, 2001: Dick Lundberg III edycja, 2002: Tommy Öhver IV edycja, 2003: Mathias Edlund V edycja, 2004: Daniel Hansen | Robert Aschberg                                                 |
| Szwecja    | Baren                            | TV12                         | VI edycja, 2015: Ellinor Bjurström | Paolo Roberto                                                   |
| Szwajcaria | Die Bar                          | TV3                          | I edycja, 2001: Caroline | Yves Schifferle                                                 |
| Węgry      | Bár                              | Viasat 3                     | I edycja, 2001: Tiger II edycja, 2008: Dániel Izer Zoltán "Duda"                                                                                        | Péter Novák (I edycja) Péter Majoros, Lia Kustánczi (II edycja) |

### Programy wzorowane na tym formacie
W niektórych krajach pojawiły programy wzorowane na tym formacie, jednak nie były one oficjalnymi produkcjami firmy Strix.
- Chile – Guerra de Bares
- Słowacja – Pláž 33
- Urugwaj – Playa Bar TV
- Wielka Brytania – Bar Wars